# Kärlek på jobbet
Kärlek på jobbet (engelska: Two Weeks Notice) är en amerikansk långfilm från 2002 i regi av Marc Lawrence, med Sandra Bullock, Hugh Grant, Alicia Witt och Dana Ivey i rollerna.

## Handling
Lucy Kelson är miljöjurist och kämpar för att rädda en byggnad på Coney Island utanför New York. När hon söker upp rike fastighetsägaren George Wade som har bestämt att byggnaden ska rivas blir hon istället anställd av honom som hans chefsjurist. Wade är snygg och bortskämd och behöver hennes hjälp till och med triviala saker. När hon så småningom säger upp sig gör han allt för att hon ska vara kvar. När hon ska lära upp sin efterträdare, en ung snygg advokat, inser hon att hon faktiskt gillar Wade.

## Rollista
| Sandra Bullock | – Lucy Kelson  |
| Hugh Grant     | – George Wade  |
| Alicia Witt    | – June Carver  |
| Dana Ivey      | – Ruth Kelson  |
| Robert Klein   | – Larry Kelson |
| Heather Burns  | – Meryl Brooks |
| David Haig     | – Howard Wade  |
| Dorian Missick | – Tony         |